# عقيدة

الاعتقاد هو الحكم الذي لا يقبل الشك فيه لدى معتقده. والجمع: عقائد. وتعنى ما عقد الإنسانُ عليه قلبه جازماً به من الأفكار والمبادئ؛ فهو عقيدة، سواءٌ؛ كان حقاً، أو باطلاً، وتستخدم الكلمة للإشارة إلى الإعتزاز برأي معين. يتداخل مصطلح العقيدة مع مفاهيم أخرى مثل الإيديولوجيا والعقائد الدينية والإيمان، يكون تبني العقيدة عن طريق الإدراك الحسي، الاستنتاج، الاتصال مع الأفراد ومن تلقين سلطة معينة؛ وعندما يجزم الإنسان ويقطع بعقيدته ويتعصب لمبادئه أو آراءه ولا يقيمها موضوعيا أو يناقشها، ولا يقبل برأي مخالف ويغض النظر عن الحقائق والأدلة فتسمى تلك بالجزمية أو دوغما.، ويستخدم في العربية مصطلح العقيدة العسكرية للإشارة إلى مُجمل المبادئ الأساسية الملزمة التي تتخذها القوات العسكرية لإنجاز مهامها.
هناك تفسير آخر للعقيدة، وهو المرتبط بالجانب العسكري منها، وهي تلك المفاهيم، والأفكار التي عقد الإنسان عليها قلبه، وجازماً بها، وأنه متفق على أهميتها وصحتها لفترة زمنية معينة، وهي تتطلب الحكمة في التطبيق، لذا فلا يمكننا القول أنها غير قابلة للشك، بل تخضع للتدقيق، وبصورة مستمره، لذا فهي خاضعة للتطوير، والتحديث، حيث أنها إطار عام من المفاهيم، وليست خطأ قاطعاً كما يتصور الكثيرون، وإذا لم تخضع للتحديث، فإنها بذلك تصبح غير ذات فائدة واهمية، وتكون غير قادرة على مجارات متغيرات الزمن منذ ولادتها. وإذا لم تخضع للتطوير فإنها تصبح ما قد نسميه بالمذهب.وينتفى عنها لقب العقيدة. أما الإسلام فهو دين. وهو يختلف عن ما نقصده بالعقيدة.
كذلك فالاعتقاد اصطلاحًا في شريعة الإسلام عند أهل السنة والجماعة هو:
كل ما دنت به لله فقد اعتقدته، ولا ينحصر الاعتقاد في الأمور المجزوم بها فقط، بل يكون في غلبة الظن، وحصر أمور الاعتقاد في اليقينيات فقط هو منزع المتكلمين أي أهل الكلام لأن الصلاة التي هي عمود الدين يجوز أن تأدى والمسلم قد طرأ عليه شك في طهارته كما في صحيح مسلم «فلا ينصرف حتى يجد ريحا أو يسمع صوتا» فتكملته لصلاته صار من غلبة الظن ولم يعد من اليقين لأنه شك في طهارته.
ويعد كتاب «العقائد الكبرى بين حيرة الفلاسفة ويقين الأنبياء» للمفكر الكبير أ.د. محمد عثمان الخشت دراسة فريدة متعمقة مقارنة للأديان بحثا عن فلسفة جديدة للدين تجيب على أسئلة الحائرين والمتشككين في موقف لا يخرج عن عقيدة السلف؛ حيث يقوم المؤلف بتقديم تحليل نقدي جريئ للقضايا الإيمانية الشائكة التي يتناولها فلاسفة الدين، مثل: الألوهية، الوحي والنبوة، المعجزات، ماهية العبادات ووظيفتها، مشكلة الشر، الحياة الآخرة.. بالمقارنة مع الفلاسفة الذين قدموا فلسفة خاصة للدين مثل: ديكارت، وسبينوزا، وليبنتز، وهيوم، وكنت، وهيجل، وجيمس، ووايتهد، وبرايتمان، فضلا عن المقارنة الشاملة بين عقائد الأديان وتصورات الفلاسفة من كل عصور الفلسفة.
ولذا يعد هذا الكتاب المثير أحد العوامل الرئيسية للخروج من دائرة التفكير الأسطوري في طبيعة العلاقة مع الله. ونجح أ.د. محمد عثمان الخشت بهذا الكتاب في أن يكون حلقة مهمة للانتقال من التقليد إلى الاجتهاد، ومن الاتباع إلى الاستقلال، ومن منهج حفظ المتون إلى منهج نقد الأفكار؛ سعيا لتكوين رؤية علمية للكون والحياة. وذلك لإتباعه منهجية علمية صارمة، تقتفي معالم المنهج العقلاني، والنقدي، والمقارن.
وتعد الرؤية النقدية التي طرحها الدكتور الخشت في هذا الكتاب تأسيسا جديدا للإيمان في مواجهة التشككية المفرطة لما بعد الحداثة، لاسيما أنه تحرك من موقع جديد ضد حيرة الفلاسفة وضد الفكر الديني الغائم أيضا دفاعا عن عقيدة التنزيه.

## اولاً لمحة عامة
الاعتقاد هو موقف الإنسان من كون شيء ما صحيحًا أو حقيقياٍ. في نظرية المعرفة، يستخدم الفلاسفة مصطلح «الاعتقاد» للإشارة إلى المواقف الشخصية المرتبطة بالأفكار والمفاهيم الصحيحة أو الخاطئة. مع ذلك، لا يتطلب «الاعتقاد» الاستبطان والحيطة. على سبيل المثال، قليل من يتأمل ما إذا كانت الشمس ستشرق، يفترض أنها سوف تشرق. بما أن «الاعتقاد» هو جانب هام من جوانب الحياة الدنيوية المعتادة، وفقًا لإريك شويتزبيل في موسوعة ستانفورد للفلسفة، يسأل سؤالًا ذا صلة: «كيف يمكن أن يكون للكائن الحي معتقدات؟»
في سياق الفكر اليوناني القديم، حُدّد مفهومان متصلان في ما يتعلق بمفهوم الإيمان: بيستيس ودوكسا المبسطة، تشير «بيستيس» إلى «الثقة»، بينما تشير «دوكسا» إلى «الرأي» و«القبول».
الكلمة الإنجليزية «الأرثوذكسية» مشتقة من دوكسا.

## علم النفس
يعامل علم النفس السائد والتخصصات ذات الصلة موضوع الاعتقاد كما لو كان أبسط شكل من أشكال التمثيل العقلي، وبالتالي أحد اللبنات الأساسية للوعي. يميل الفلاسفة إلى أن يكونوا أكثر تجريدًا في تحليلهم، وتنبع الكثير من الأعمال التي تدرس مدى صلاحية مفهوم الاعتقاد من التحليل الفلسفي.
يفترض مفهوم الاعتقاد شخصًا (المؤمن)، وموضوعًا للإيمان (الافتراض). لذلك، مثل الاتجاهات الافتراضية الأخرى، يعني الاعتقاد وجود حالات ذهنية ووجود «القصدية»، وكلاهما موضوعان موضع نقاش ساخن في فلسفة العقل، وما زالت أسسهما وعلاقتهما بحالات الدماغ مثيرة للجدل.
تنقسم المعتقدات في بعض الأحيان إلى معتقدات جوهرية (التي يُفكر بها بنشاط) ومعتقد تصرفي (الذي قد يُعزى إلى شخص لم يفكر في القضية أبدًا). على سبيل المثال، إذا سُئل هذا الشخص «هل تعتقد أن النمور يرتدون بيجاما وردية؟» قد يجيب أنهم لا يفعلون ذلك، على الرغم من حقيقة أنه لم يفكر أبدًا في هذا الموقف من قبل.
إن لهذا آثار مهمة لفهم علم النفس العصبي، وعلم الأعصاب المتعلق بالاعتقاد. إذا كان مفهوم الإيمان غير متماسك، فستفشل أي محاولة للعثور على العمليات العصبية الأساسية التي تدعمه.
حددت الفيلسوفة لين رودر بيكر أربعة مناهج معاصرة رئيسية للاعتقاد، في كتابها المثير للجدل «إنقاذ المعتقد»:
- فهمنا الفطري «للاعتقاد» صحيح، تسمى أحيانًا «نظرية الجملة العقلية»، في هذا المفهوم، توجد المعتقدات ككيانات متماسكة، والطريقة التي نتحدث عنها في الحياة اليومية هي أساس صحيح للمسعى العلمي. كان جيري فودور أحد المدافعين الرئيسيين عن وجهة النظر هذه.

- قد لا يكون فهمنا الفطري للاعتقاد صحيحًا تمامًا، لكنه قريب بما يكفي لتقديم بعض التنبؤات المفيدة؛ تقول وجهة النظر هذه أننا سنرفض في النهاية فكرة الاعتقاد كما نعرفها الآن، ولكن قد يكون هناك ارتباط بين ما نعتبره «اعتقادًا» عندما يقول شخص ما «أعتقد أن الثلج أبيض»، وكيف ستشرح نظرية علم النفس في المستقبل هذا السلوك. على الأخص، جادل الفيلسوف ستيفن ستيتش بهذا الفهم الخاص للاعتقاد.

- فهمنا الفطري للاعتقاد خاطئ تمامًا، وسيحل محله نظرية مختلفة اختلافًا جذريًا، ولن يكون لها أي استخدام لمفهوم الاعتقاد كما نعرفه، المعروف باسم الإقصائية، تجادل وجهة النظر هذه (أبرز من اقترحها هو بول وباتريشيا تشيرشلاند) بأن مفهوم الاعتقاد يشبه النظريات التي عفا عليها الزمن في الازمنة الماضية مثل نظرية الأخلاط في الطب، أو نظرية فلوجيستون في الاحتراق. في هذه الحالات، لم يزودنا العلم بسرد أكثر تفصيلاً لهذه النظريات، لكنه رفضها تمامًا كمفاهيم علمية صالحة ليحل محلها حسابات مختلفة تمامًا. يجادل تشرشلاندز بأن مفهومنا الفطري للإيمان يتشابه عندما نكتشف المزيد عن علم الأعصاب والدماغ، فإن الاستنتاج الحتمي هو رفض فرضية الاعتقاد في مجملها.
- فهمنا الفطري للاعتقاد خاطئ تمامًا؛ ومع ذلك، فإن معاملة الأشخاص والحيوانات وحتى أجهزة الكمبيوتر كما لو كان لديهم معتقدات هي في كثير من الأحيان إستراتيجية ناجحة، إن المؤيدين الرئيسيين لهذا الرأي؛ دانييل دينيت ولين رودر بيكر، كلاهما إقصائيان من ناحية أنهما يعتقدان أن الاعتقاد ليس مفهوما صحيحًا علميًا، لكنهما لا يصلان إلى حد رفض مفهوم الاعتقاد كأداة تنبؤية. يعطي دينيت مثالاً على لعب الكمبيوتر في لعبة الشطرنج. بينما يوافق عدد قليل من الناس على أن الكمبيوتر يمتلك معتقدات، فإن التعامل مع الكمبيوتر كما لو كان ذو معتقد (مثل أن الكمبيوتر يعتقد أن قتل ملكة الخصم سيعطيه ميزة كبيرة)، من المرجح أن يكون إستراتيجية ناجحة وتنبؤية. في هذا الفهم للاعتقاد، المسمى من قبل دينيت بالموقف المُتعمَّد، يكون التفسير المعتمد على اعتقاد العقل والسلوك على مستوى مختلف من التفسير، ولا يمكن اختزالهما إلى التفسير القائم على علم الأعصاب الأساسي، على الرغم من أن كلاهما قد يكونان توضيحيين على مستواهما الخاص.

تُميز النهج الإستراتيجية بين القواعد والاعراف والمعتقدات على النحو التالي:
(1) القواعد. العمليات التنظيمية الصريحة مثل السياسات، أو القوانين، أو إجراءات التفتيش، أو الحوافز. تعمل القواعد كمنظم قسري للسلوك وتعتمد على قدرة الكيان الفارض لها على تنفيذها.
(2) الأعراف. الآليات التنظيمية المقبولة لدى المجتمع. تُطبق القواعد بواسطة آليات عرفية داخل المنظمة، ولا تعتمد بشكل صارم على القانون.
(3) المعتقدات. التصور الجماعي للحقائق الأساسية التي تحكم السلوك. من المرجح أن يستمر الالتزام بالمعتقدات المقبولة والمشتركة من قبل أعضاء النظام الاجتماعي، ويصعب تغييرها بمرور الوقت. من المحتمل أن تتسبب المعتقدات القوية بشأن العوامل المحددة (مثل الأمن، أو البقاء، أو الشرف) في قبول كيان اجتماعي، أو مجموعة اجتماعية لقواعد وأعراف.

## المعرفة ونظرية المعرفة
تهتم نظرية المعرفة بوضع الحدود بين الاعتقاد والرأي المبرر، وترتبط في دراسة نظرية فلسفية للمعرفة. المشكلة الأساسية في نظرية المعرفة هي أن نفهم بالضبط ما هو مطلوب للحصول على المعرفة. في فكرة مستمدة من حوار أفلاطون الثئيتتس، إذ تغادر نظرية معرفة سقراط (بلاتون) بشكل واضح أكثر من نظريات السفسطيين، الذين عرّفوا المعرفة في وقت أفلاطون على أنها ما يُعبر عنه باسم «الاعتقاد الحقيقي المبرر».
الميل إلى نقل الافكار من الاعتقاد (دوكسا- الرأي العام) إلى المعرفة (إيبيستيم)، الذي يرفضه أفلاطون تمامًا (على سبيل المثال: سقراط الحوار)، وينتج من الفشل في التمييز بين الاعتقاد التصرفي (دوكسا، وليس بيستيس) والمعرفة (ايبيستيم) عندما يُعتبر الرأي صحيحًا، من حيث الحق، ومن الناحية القانونية أيضًا (وفقًا للمقدمات المنطقية للحوار)، وكانت من مهام الخطابة إثباتها. يرفض أفلاطون احتمال وجود علاقة إيجابية بين المعتقد (أي الرأي) والمعرفة حتى عندما يبني الشخص اعتقاده على أسس القاعدة، ويكون قادرًا على إضافة تبرير (تأكيدات معقولة / أدلة / إرشادات) له.
يُعزى أفلاطون إلى نظرية «الاعتقاد الحقيقي المبرر» للمعرفة، على الرغم من أن أفلاطون في حوار (الثئيتتس) يرفضها بأناقة، بل ويفرض حجة سقراط كسبب لعقوبة الإعدام. بين علماء نظرية المعرفة الأمريكية، شكّك جيتييه (1963) وجولدمان (1967) بتعريف «الاعتقاد الحقيقي المبرر»، وتحدّوا «سفسطيين» زمانهم.